# گل‌شکاف زنگاری
گل‌شکاف زنگاری (نام علمی: Diglossa sittoides) نام یک گونه از سرده گل‌شکاف است.